# New Media
New Media est un hebdomadaire algérien gratuit, créé en 2009 à Alger. Il est le premier journal gratuit à être distribué au large public.

## Description

### Présentation
New Media est journal hebdomadaire gratuit, qui a été créé en 2009, par une équipe de jeunes algérois. Sa première édition a été diffusée le 17 mai 2009. Cet hebdomadaire est un journal généraliste qui traite de différents sujets (voir la liste des rubrique ci-dessous).

### Ligne éditoriale
New Media se veut être un journal « léger », qui se lit très rapidement, et les articles sont en général très concis. Il privilégie les grands évènements économiques en Algérie, la culture et le cinéma.

### Rubriques
Actualité, économie, High-Tech, Automobile, Culture, 7e Art, Série TV, Santé et Bien-être, Glamour, People, Sport, Chronique.

### La chronique
Une chronique hebdomadaire est publiée sur New Media, par le chroniqueur "Amine B.". Il s'agit d'une chronique "rigolote" qui traite du quotidien des algériens. Aussi, vous pouvez retrouver ces chroniques, chaque semaine, sur le blog.

### Fiche technique
- Format : 340 X 220 mm (semi-berlinois)
- Nombre de pages : 24
- Parution : Hebdomadaire (Chaque dimanche)
- Diffusion : 30 000 exemplaires
- Impression : Société d'impression d'Alger (SIA)

### Distribution
Le journal hebdomadaire gratuit « New Media » est distribué, chaque dimanche matin de la semaine, aux emplacements suivants :
- ans l’enceinte de l’aéroport, ainsi que dans les vols des compagnies aériennes.
- au niveau des principaux arrêts de bus, et des principales artères de la capitale, par des personnes (nos distributeurs) vêtues de nos uniformes, de main à main.
- au niveau des concessionnaires automobiles.
- au niveau des entreprises clientes.
- au niveau des principaux hôtels d’Alger.